# 2003 en économie (discipline)
Cet article présente les faits marquants de l’année 2003 en économie.

## Évènements
- Prix de la Banque de Suède en sciences économiques en mémoire d'Alfred Nobel : Robert Engle et Clive Granger